# Lijst van voetbalinterlands Duitsland - Zuid-Afrika
Deze lijst van voetbalinterlands is een overzicht van alle officiële voetbalwedstrijden tussen de nationale teams van Duitsland en Zuid-Afrika. De landen speelden tot op heden vier keer tegen elkaar. De eerste ontmoeting, een vriendschappelijke wedstrijd, werd gespeeld in Johannesburg op 15 december 1995. Het laatste duel, eveneens een vriendschappelijke wedstrijd, vond plaats op 5 september 2009 in Leverkusen.

## Wedstrijden
| № | Plaats       | Datum            | Competitie        | Wedstrijd               | Uitslag |
| - | ------------ | ---------------- | ----------------- | ----------------------- | ------- |
| 1 | Johannesburg | 15 december 1995 | Vriendschappelijk | Zuid-Afrika – Duitsland | 0 – 0   |
| 2 | Düsseldorf   | 15 november 1997 | Vriendschappelijk | Duitsland – Zuid-Afrika | 3 – 0   |
| 3 | Bremen       | 7 september 2005 | Vriendschappelijk | Duitsland – Zuid-Afrika | 4 – 2   |
| 4 | Leverkusen   | 5 september 2009 | Vriendschappelijk | Duitsland – Zuid-Afrika | 2 – 0   |

## Samenvatting
| Competitie        | Totaal gespeeld | Winst Duitsland | Gelijk | Winst Zuid-Afrika | Doelsaldo Duitsland – Zuid-Afrika |
| ----------------- | --------------- | --------------- | ------ | ----------------- | --------------------------------- |
| Vriendschappelijk | 4               | 3               | 1      | 0                 | 9 − 2                             |
| Totaal            | 4               | 3               | 1      | 0                 | 9 − 2                             |

Wedstrijden bepaald door strafschoppen worden, in lijn met de FIFA, als een gelijkspel gerekend.

## Details

### Eerste ontmoeting
| Vriendschappelijk (Johannesburg, Zuid-Afrika, 15 december 1995): |              | |
| Zuid-Afrika | 0 – 0        | Duitsland |
| | goals        | |
| Clive Barker | bondscoach   | Berti Vogts |
| Andre Arendse Neil Tovey Sizwe Motaung Andrew Tucker Theophilus Khumalo Eric Tinkler Linda Buthelezi David Nyathi August Makalakalane 76' Philemon Masinga 82' Mark Williams 64' | opstellingen | Andreas Köpke Thomas Helmer 77' Jürgen Kohler René Schneider 63' Marco Haber Stefan Reuter Marco Bode Thomas Häßler Andreas Möller Jürgen Klinsmann Fredi Bobic |
| Shaun Bartlett 64' Zane Moosa 76' Daniel Mudau 82' | wissels      | 63' Christian Wörns 77' Stefan Kuntz |
| Eric Tinkler ??' | gele kaarten | |
| - Debuut van René Schneider (FC Hansa Rostock) en Marco Bode (SV Werder Bremen) voor Duitsland.                                                                                  |              | |

### Tweede ontmoeting
| Vriendschappelijk (Düsseldorf, Duitsland, 15 november 1997): |              | |
| Duitsland | 3 – 0        | Zuid-Afrika |
| Dietmar Hamann 13' Oliver Bierhoff 32' Jörg Heinrich 70' | goals        | |
| Berti Vogts | bondscoach   | Clive Barker |
| Oliver Kahn Christian Wörns Thomas Linke Mario Basler Thomas Helmer 78' Christian Ziege 46' Dietmar Hamann Jens Jeremies Thomas Häßler Oliver Bierhoff Ulf Kirsten 46' | opstellingen | Mark Anderson Pierre Issa Mark Fish Lucas Radebe David Nyathi Eric Tinkler Brendan Augustine 75' Helman Mkhalele 53' Jabu Mnguni Phil Masinga 69' Shaun Bartlett |
| Jörg Heinrich 46' Olaf Marschall 46' Michael Tarnat 78' | wissels      | 53' Benedict McCarthy 69' Pollen Ndlanya 75' Junaid Hartley |
| Mario Basler 58' Jörg Heinrich 89' | gele kaarten | ??' Lucas Radebe ??' Junaid Hartley |
| - Debuut van Dietmar Hamann (Bayern München), Thomas Linke (Schalke 04) en Jens Jeremies (TSV München 1860) voor Duitsland.                                            |              | |

### Derde ontmoeting
| Vriendschappelijk (Bremen, Duitsland, 7 september 2005):                  |       |                                                 |
| Duitsland                                                                 | 4 – 2 | Zuid-Afrika                                     |
| Lukas Podolski 12' Tim Borowski 47' Lukas Podolski 48' Lukas Podolski 55' | goals | 26' (pen.) Shaun Bartlett 50' Benedict McCarthy |

### Vierde ontmoeting
| Vriendschappelijk (Leverkusen, Duitsland, 5 september 2009): |       |             |
| Duitsland                                                    | 2 – 0 | Zuid-Afrika |
| Mario Gómez 35' Mesut Özil 77'                               | goals |             |
| - Debuut van Sami Khedira (VfB Stuttgart) voor Duitsland.    |       |             |

DFB · A-internationals · Bondscoaches · Duits vrouwenelftal · Olympisch elftal · Duitsland U21 · Duitsland U20 · Duitsland U19 · Duitsland U18 · Duitsland U17 · Duitsland U16 · Vrouwen U17
1905 – 1919 · 
1920 – 1929 · 
1930 – 1939 · 
1940 – 1949 · 
1950 – 1959 · 
1960 – 1969 · 
1970 – 1979 · 
1980 – 1989 · 
1990 – 1999 · 
2000 – 2009 · 
2010 – 2019 · 
2020 – 2029
EK's: 1972 · 
1976 · 
1980 · 
1984 · 
1988 · 
1992 · 
1996 · 
2000 · 
2004 · 
2008 · 
2012 · 
2016 · 
2020 · 
2024
CC: 1999 · 
2005 · 
2017
WK's: 1934 ·
1938 · 
1954 · 
1958 · 
1962 · 
1966 · 
1970 · 
1974 · 
1978 · 
1982 · 
1986 · 
1990 · 
1994 · 
1998 · 
2002 · 
2006 · 
2010 · 
2014 · 
2018 · 
2022
OS: 1912 ·
1928 ·
1936 ·
2016 ·
2020
Albanië ·
Algerije ·
Argentinië ·
Armenië ·
Australië ·
Azerbeidzjan ·
België ·
Bohemen en Moravië ·
Bolivia ·
Bosnië en Herzegovina ·
Brazilië ·
Bulgarije ·
Canada ·
Chili ·
China ·
Colombia ·
Costa Rica ·
Cyprus ·
DDR ·
Denemarken ·
Ecuador ·
Egypte ·
Engeland ·
Estland ·
Faeröer ·
Finland ·
Frankrijk ·
Georgië ·
Ghana ·
Gibraltar ·
GOS ·
Griekenland ·
Hongarije ·
Ierland ·
IJsland ·
Iran ·
Israël ·
Italië ·
Ivoorkust ·
Japan ·
Joegoslavië ·
Kameroen ·
Kazachstan ·
Koeweit ·
Kroatië ·
Letland ·
Liechtenstein ·
Litouwen ·
Luxemburg ·
Malta ·
Marokko ·
Mexico ·
Moldavië ·
Nederland ·
Nieuw-Zeeland ·
Nigeria ·
Noord-Ierland ·
Noord-Macedonië ·
Noorwegen ·
Oekraïne ·
Oman ·
Oostenrijk ·
Paraguay ·
Peru ·
Polen ·
Portugal ·
Roemenië ·
Rusland ·
Saarland ·
San Marino ·
Saoedi-Arabië ·
Schotland ·
Servië ·
Servië en Montenegro · 
Slovenië ·
Slowakije ·
Sovjet-Unie ·
Spanje ·
Thailand ·
Tsjechië ·
Tsjecho-Slowakije ·
Tunesië ·
Turkije ·
Uruguay ·
Verenigde Arabische Emiraten ·
Verenigde Staten ·
Wales ·
Wit-Rusland ·
Zuid-Afrika ·
Zuid-Korea ·
Zweden ·
Zwitserland
Algerije (1982) · 
Algerije (2014) · 
Argentinië (1986) ·
Argentinië (1990) ·
Argentinië (2006) ·
Argentinië (2014) · 
Australië (2010) ·
België (1980) · 
Brazilië (2002) ·
Brazilië (2014) · 
Chili (1982) ·
Costa Rica (2006) ·
Denemarken (1992) ·
Denemarken (2012) · 
Ecuador (2006) ·
Engeland (1966) ·
Engeland (1982) ·
Engeland (2010) ·
Engeland (2021) ·
Frankrijk (2014) · 
Frankrijk (2021) · 
Ghana (2014) ·
Griekenland (2012) · 
Hongarije (1954, 2) ·
Hongarije (2021) ·
Italië (1982) ·
Italië (2006) ·
Italië (2012) · 
Japan (2022) · 
Kroatië (2008) ·
Mexico (2018) ·
Nederland (1974) ·
Nederland (2012) ·
Oekraïne (2016) ·
Oostenrijk (1982) ·
Oostenrijk (2008) ·
Polen (2006) ·
Polen (2008) ·
Polen (2016) ·
Portugal (2006) ·
Portugal (2008) ·
Portugal (2012) ·
Portugal (2014) ·
Portugal (2021) ·
Servië (2010) ·
Sovjet-Unie (1972) · 
Spanje (1982) ·
Spanje (2008) ·
Spanje (2022) ·
Tsjechië (1996, 2) · 
Tsjecho-Slowakije (1976) ·
Turkije (2008) ·
Verenigde Staten (2014) ·
Zuid-Korea (2018) ·
Zweden (2006)
SAFA · A-internationals · Bondscoaches · Selecties · Statistieken · Zuid-Afrikaans vrouwenelftal · Olympisch elftal · Zuid-Afrika U21 · Zuid-Afrika U19 · Zuid-Afrika U17
1906 – 1919 ·
1920 – 1929 ·
1930 – 1939 ·
1940 – 1949 · 
1950 – 1959 · 
1960 – 1969 · 
1970 – 1979 · 
1980 – 1989 · 
1990 – 1999 · 
2000 – 2009 · 
2010 – 2019 ·
2020 − 2029
AC 1996 · 
AC 1998 · 
AC 2000 · 
AC 2002 · 
AC 2004 · 
AC 2006 · 
AC 2008 · 
AC 2013
WK 1998 · 
WK 2002 · 
WK 2010
OS 2000 ·
OS 2016 ·
OS 2020
1947 · 
1948–1949 · 
1950 · 
1951-1952 ·
1953 · 
1954 · 
1955 · 
1956–1991 · 
1992 · 
1993 · 
1994 · 
1995 · 
1996 · 
1997 · 
1998 · 
1999 · 
2000 · 
2001 · 
2002 · 
2003 · 
2004 · 
2005 · 
2006 · 
2007 · 
2008 · 
2009 · 
2010 · 
2011 · 
2012 · 
2013 · 
2014 · 
2015 · 
2016 ·
2017 ·
2018 ·
2019 ·
2020 ·
2021 ·
2022 ·
2023 ·
2024
Algerije ·
Andorra ·
Angola ·
Argentinië ·
Australië ·
Benin ·
Bolivia ·
Botswana ·
Brazilië ·
Bulgarije ·
Burkina Faso ·
Burundi ·
Canada ·
Centraal-Afrikaanse Republiek ·
Chili ·
Colombia ·
Comoren ·
Congo-Brazzaville ·
Congo-Kinshasa ·
Costa Rica ·
Denemarken ·
Duitsland ·
Ecuador ·
Egypte ·
Engeland ·
Equatoriaal-Guinea ·
Ethiopië ·
Frankrijk ·
Gabon ·
Gambia ·
Georgië ·
Ghana ·
Guatemala ·
Guinee ·
Guinee-Bissau ·
Honduras ·
Ierland ·
IJsland ·
Irak ·
Israël ·
Italië ·
Ivoorkust ·
Jamaica ·
Japan ·
Kaapverdië ·
Kameroen ·
Kenia ·
Lesotho ·
Liberia ·
Libië ·
Madagaskar ·
Malawi ·
Mali ·
Malta ·
Marokko ·
Mauritanië ·
Mauritius ·
Mexico ·
Mozambique ·
Namibië ·
Nederland ·
Nieuw-Zeeland ·
Niger ·
Nigeria ·
Noord-Korea ·
Noorwegen ·
Oeganda ·
Panama ·
Paraguay ·
Polen ·
Portugal ·
Rwanda ·
Saoedi-Arabië ·
Sao Tomé en Principe ·
Schotland ·
Senegal ·
Servië ·
Seychellen ·
Sierra Leone ·
Slovenië ·
Soedan ·
Spanje ·
Swaziland ·
Tanzania ·
Thailand ·
Trinidad en Tobago ·
Tsjaad ·
Tsjechië ·
Tunesië ·
Turkije ·
Uruguay ·
Verenigde Arabische Emiraten ·
Verenigde Staten ·
Zambia ·
Zimbabwe ·
Zuid-Soedan ·
Zweden
Frankrijk (2010) ·
Mexico (2010) ·
Paraguay (2002) · 
Slovenië (2002) · 
Spanje (2002) · 
Uruguay (2010)